# Blitzer-App
Unter Blitzer-App versteht man eine Anwendungssoftware (englisch application software, kurz App), die ihr bekannte Standorte fest installierter Verkehrsüberwachungsanlagen, meist sogenannte „Starenkästen“, während der Fahrt optisch und/oder akustisch anzeigt.

## Funktionsweise
Blitzer-Apps arbeiten auf Basis von GPS-Daten des Mobiltelefons, was ihnen den Zugriff auf Ort und Geschwindigkeit des Fahrzeugs ermöglicht. Da sie gleichzeitig die Standorte aller festen Messanlagen kennen, warnen sie den Fahrer rechtzeitig, damit dieser abbremsen kann und nicht geblitzt wird. Während das Verfahren bei festinstallierten Messanlagen als recht zuverlässig eingestuft wird, können Standorte mobiler Blitzer naturgemäß nicht ganz so zuverlässig angezeigt werden. Hier sind die Blitzer-Apps auf Meldungen von anderen Nutzern angewiesen.

## Rechtslage in Deutschland
§ 23 Absatz 1c der Straßenverkehrsordnung (StVO) bestimmt ein Verwendungs- und Mitführverbot von Radarwarnern: „Wer ein Fahrzeug führt, darf ein technisches Gerät nicht betreiben oder betriebsbereit mitführen, das dafür bestimmt ist, Verkehrsüberwachungsmaßnahmen anzuzeigen oder zu stören. Das gilt insbesondere für Geräte zur Störung oder Anzeige von Geschwindigkeitsmessungen (Radarwarn- oder Laserstörgeräte).“ Eine Zuwiderhandlung wird gemäß Nr. 247 der Anlage zur Bußgeldkatalog-Verordnung (BKatV) mit 75 Euro Geldbuße und nach Anlage 13 Nr. 3.2.15 der FeV mit einem Punkt im Fahreignungsregister (FAER) geahndet.
Die Frage, ob es sich bei einem vom Fahrzeugführer mitgeführten Smartphone um ein technisches Gerät i. S. v. § 23 Abs. 1c Satz 1 StVO handeln kann, das dafür bestimmt ist, Verkehrsüberwachungsmaßnahmen anzuzeigen oder zu stören, ist strittig. Das Oberlandesgericht Celle bejahte dies in einem Beschluss vom 3. November 2015 (Aktenzeichen 2 Ss (OWi) 313/15). Anderer Ansicht ist Uwe Lenhart in der Frankfurter Allgemeinen Sonntagszeitung am 5. Februar 2017.